# Salman Al Khalifa
Salman Al Khalifa (Muharraq, 24 maart 1976) is een Bahreins autocoureur.

## Carrière
Al Khalifa begon zijn autosportcarrière in het seizoen 2007-2008 en won in zijn eerste seizoen direct de Batelco 2000cc Challenge in een Honda Civic met veertien overwinningen uit zestien races. In het seizoen 2008-2009 reed hij in slechts vier races van het kampioenschap in een CRX Del Sol, maar behaalde desondanks één podiumplaats. In het seizoen 2009-2010 keerde hij fulltime terug in het kampioenschap in een Honda CRX en werd met twee overwinningen tweede in de eindstand. In het seizoen 2011 eindigde hij als vijfde met opnieuw twee overwinningen.
In 2012 reed Al Khalifa niet in de Batelco 2000cc Challenge, maar in 2013 keerde hij terug in het kampioenschap in een Honda Integra en eindigde twee seizoenen op een rij als achtste in de eindstand. In 2016 werd hij weer kampioen met zeven overwinningen. Dat jaar maakte hij ook zijn debuut in de TCR International Series voor het team Bas Koeten Racing in een Seat León Cup Racer tijdens zijn thuisrace op het Bahrain International Circuit. Hij eindigde de races oorspronkelijk als zestiende en elfde, maar na een tijdstraf voor zowel Aku Pellinen als Mat'o Homola in de tweede race schoof hij op naar de negende plaats en scoorde zo twee punten.